# Алиса в Стране чудес (мультфильм, 1951)
«Али́са в Стране́ чуде́с» (англ. Alice in Wonderland) — американский анимационный музыкальный фэнтезийный комедийный фильм 1951 года, снятый студией Walt Disney Productions (его 13-й полнометражный мультфильм) и выпущенный студией RKO Radio Pictures. Он основан на сказке Льюиса Кэрролла «Алиса в Стране чудес» и её продолжении «Алиса в Зазеркалье». Производством руководил Бен Шарпстин, режиссёрами выступили Клайд Джероними, Уилфред Джексон и Хэмилтон Ласк. Главные роли озвучивали Кэтрин Бомонт, Эд Уинн, Ричард Хэйдн, Стерлинг Холлоуэй, Джерри Колонна, Верна Фелтон, Дж. Пэт О’Мэлли, Билл Томпсон и Хэзер Эйнджел. Мультфильм рассказывает о девочке Алисе, которая падает в кроличью нору и попадает в Страну чудес, которой правит Дама Червей, встречая странных существ, включая Болванщика и Чеширского Кота.
Уолт Дисней впервые попытался адаптировать Алису в полнометражный мультфильм в 1930-х годах с Мэри Пикфорд в роли Алисы, но отказался в пользу «Белоснежки и семи гномов». Однако эта идея была возрождена в 1940-х годах, после успеха «Белоснежки». Первоначально фильм должен был быть анимационно-игровым, но Дисней решил, что это будет полностью анимационный фильм. Во время его производства многие сцены, адаптированные из книг Кэрролла, были позже вырезаны, такие как Бармаглот, Белый рыцарь, Герцогиня, черепаха Квази и грифон.
Премьера состоялась 26 июля 1951 года в театре Лестер-сквер в Лондоне и 28 июля в Нью-Йорке. Мультфильм считался разочарованием и был показан по телевидению как один из первых эпизодов Диснейленда. Его повторный прокат 1974 года в кинотеатрах оказался гораздо более успешным, что привело к последующим повторным прокатам, мерчандайзингу и выходу на видео. Несмотря на то, что фильм при первоначальном прокате получил в целом негативные отзывы, на протяжении многих лет он был более положительно оценён, считаясь одним из лучших мультфильмов Disney на сегодняшний день.

## Сюжет
В английском парке юная школьница Алиса со своей кошкой Диной рассеянно слушает урок истории своей старшей сестры, но мечтает о другом мире, в котором всё будет наоборот. Она замечает пробегающего Белого Кролика в сюртуке и жилетке. В руке у него карманные часы, и он куда-то опаздывал. Алиса бежит за ним и падает в глубокую кроличью нору, в результате чего оказывается в месте, которое называется Страной чудес. В зале она замечает за занавеской маленькую дверцу с говорящей ручкой. Последняя советует ей выпить из пузырька, стоящего на ближайшем столе.
Главная героиня так и делает, в результате чего стремительно уменьшается в размерах, но забывает ключ от дверцы на столе. Потом она ест печенье и чрезмерно увеличивается в размерах. Недовольная этими изменениями, она начинает плакать и затопляет весь зал собственными слезами. Повторно выпив содержимое пузырька, чтобы снова уменьшиться в размерах, Алиса плывёт в пустом пузырьке через замочную скважину.
После бега по кругу она продолжает следовать за Белым Кроликом, но встречает Труляля и Траляля. Оба близнеца рассказывают ей историю о Морже и Плотнике. Когда Алиса приходит к дому Белого Кролика, он принимает её за свою служанку Мэри Энн и посылает в дом за перчатками. В поисках перчаток главная героиня находит очередное печенье, съев которое, она снова увеличивается в размерах и застревает в доме. Белый Кролик принимает её за монстра и в панике зовёт на помощь Додо и ящерку Билля. Последний пытается проникнуть в дом через трубу, но из-за чихания Алисы взлетает высоко в небо.
Тогда Додо решает поджечь дом, надеясь выкурить монстра, но у Алисы получается убежать, съев морковку из огорода Кролика, в результате чего она совсем уменьшается. Продолжая следовать за Кроликом, главная героиня приходит в сад говорящих цветов, которые вначале приветствуют её песней, но потом изгоняют её, думая, что человек — что-то вроде сорняка. Затем Алиса встречает Синюю Гусеницу, курящую кальян. Та приходит в ярость, узнав, что героиня недовольна своим маленьким размером — тем же, что и у Гусеницы.
После этого Гусеница превращается в бабочку и улетает, но сначала советует Алисе откусить от гриба с разных сторон, чтобы изменить свой рост. После опытов и неудач Алиса возвращается в первоначальное состояние и сохраняет остатки гриба, положив их в карман своего фартука. В лесу она оказывается на распутье и встречает озорного Чеширского Кота, который советует девочке спросить Болванщика или Мартовского Зайца о местонахождении Белого Кролика. Но он не может объяснить, в каком именно направлении.
Алиса идёт по собственной дороге и замечает Болванщика, Мартовского Зайца и Соню в середине чаепития по случаю Неименин. Болванщик и Заяц просят главную героиню объяснить затруднительное положение, и она пробует сделать это, но расстроена тем, что они перебивают её, и их абсурдной логикой. Алиса собирается уходить, но появляется Белый Кролик, и Болванщик пытается починить его карманные часы. В результате они сломаны, и после изгнания Кролика главная героиня пытается следовать за ним, но вместо этого решает вернуться домой.
К сожалению, окружение меняется в Непроглядной Чаще, где Алиса остаётся одна и начинает плакать вместе с обитателями Чащи, которые исчезают. Перед ней снова появляется Чеширский Кот и предлагает ей пойти к Червонной Королеве, якобы единственным из обитателей Страны Чудес, кто поможет девочке вернуться домой. В королевском лабиринтном саду Алиса видит трёх садовников, которые перекрашивают белые розы в красный цвет (они по ошибке посадили кусты с белыми розами).
Алиса становится свидетельницей того, что Королева, у которой Кролик  служит глашатаем и камергером, приговорила садовников к обезглавливанию за перекраску роз. Она приглашает главную героиню сыграть с ней в крокет, где в качестве инвентаря использованы живые фламинго (как будто молотки), карточные солдаты (как будто воротца) и ежи (как будто шары). Этот инвентарь фальсифицирует игру в пользу Королевы.
Чеширский Кот появляется в третий раз и подшучивает над Королевой, подставив Алису. Перед тем как Королева сможет приговорить её к казни, Червонный Король предлагает сначала устроить над ней формальный суд. Там Кот вызывает ещё больший беспорядок, когда главная героиня попыталась обратить на него внимание, и в результате Соня, начинает паниковать. Когда Королева приговорила Алису к казни, та быстро съела куски гриба и в очередной раз увеличилась в размерах, что на мгновение испугало суд.
Набравшись смелости, девочка оскорбляет Королеву, не замечая что уменьшается до обычных размеров, после чего была вынуждена бежать из Страны Чудес. В последний момент Гусеница, плывущая на грибе по Морю Слёз, выпускает дым от кальяна, который превращается в сюрреалистический туннель. Там Алиса замечает дверцу с говорящей ручкой, которую она видела в начале, и через замочную скважину видит саму себя, сидящую под деревом и понимает, что всё это — сон. В последний момент главная героиня просыпается и вместе с сестрой возвращается домой, чтобы успеть к чаю.

## Музыка
Хотя официальный композитор к мультфильму в титрах значится как Оливер Уоллес, в действительности «Алиса» наполнена песнями и инструментальными мелодиями, принадлежащими различным композиторам (музыка заказана 30 авторам, но во многих случаях не использовалась или использовалась фрагментарно в окончательном релизе). Наиболее известные песни написаны Сэмми Файном. В нижеследующем списке авторы музыки (если они известны) указаны в скобках, а исполнители отделены тире.
1. Alice in Wonderland (начальная тема) / Пролог (Сэмми Файн)[6] — хор Джада Конлона[англ.] и группа «The Mellomen[англ.]»
2. In a World of My Own / В мире только моём (Сэмми Файн) — Кэтрин Бомонт
3. I’m Late / Я опаздываю (Сэмми Фэйн) — Билл Томпсон
4. The Sailor’s Hornpipe / Песня моряка Додо (народная английская мелодия) — Билл Томпсон
5. The Caucus Race / Бег по кругу (Сэмми Фэйн) — Билл Томпсон и хор Джада Конлона
6. How Do You Do and Shake Hands? / Доброго дня! — Дж. Пэт О’Мэлли (поёт за обоих персонажей)
7. The Walrus and the Carpenter / Морж и Плотник (Сэмми Фэйн) — Дж. Пэт О’Мэлли (поёт за обоих персонажей)
8. Old Father William / Папа Вильям — Дж. Пэт О’Мэлли (поёт за обоих персонажей)
9. We’ll Smoke the Blighter Out / Мы выкурим его — Билл Томпсон
10. All in the Golden Afternoon / Полдень золотой (Сэмми Файн) — хор Джада Конлона и Кэтрин Бомонт
11. A-E-I-O-U / А-Е-У-О-Ю — Ричард Хэйдн
12. 'Twas Brillig / Незаблудки в мутраве (Don Raye, Gene DePaul) — Стерлинг Холлоуэй
13. The Unbirthday Song / Да здравствуют неименины! (Mack David) — Эд Винн, Джерри Колонна и Кэтрин Бомонт
14. Very Good Advice / Очень хороший совет (Сэмми Файн) — Кэтрин Бомонт
15. Painting the Roses Red / Покрасим их в красный цвет — группа «The Mellomen» и Кэтрин Бомонт
16. Who’s Been Painting My Roses Red? / Кто покрасил их в красный цвет? (реприза предыдущей песни) — Верна Фелтон и группа «The Mellomen»
17. The Unbirthday Song / Да здравствуют неименины! (реприза) — Эд Винн, Джерри Колонна, Верна Фелтон и группа «The Mellomen»
18. The Caucus Race / Бег по кругу (реприза) — хор Джада Конлона
19. Alice in Wonderland (реприза) / Финал — хор Джада Конлона и группа «The Mellomen»

## Роли озвучивали
| Персонаж        | Оригинальное озвучивание |              |
| --------------- | ------------------------ | ------------ |
| Алиса           | Кэтрин Бомонт            |              |
| Болванщик       | Эд Уинн                  |              |
| Гусеница        | Ричард Хэйдн             |              |
| Чеширский Кот   | Стерлинг Холлоуэй        |              |
| Мартовский Заяц | Джерри Колонна           |              |
| Дама Червей     | Верна Фелтон             |              |
| Морж            | Джей Пэт О’Мэлли         |              |
| Плотник         | Джей Пэт О’Мэлли         |              |
| Труляля         | Джей Пэт О’Мэлли         |              |
| Траляля         | Джей Пэт О’Мэлли         |              |
| Додо            | Джей Пэт О’Мэлли         | Билл Томпсон |
| Белый Кролик    |                          | Билл Томпсон |
| Сестра Алисы    | Хэзер Эйнджел            |              |
| Дверная ручка   | Джозеф Кёрнс             |              |
| Ящерка Билль    | Ларри Грэй               |              |
| Король Червей   | Динк Траут               |              |
| Соня            | Джеймс Макдональд        |              |

## Галерия производства мультфильма

Кэтрин Бомонт в образе Алисы на фоне раскадровок
Создание анимации Алисы
Кэтрин в образе Алисы на живых съёмках
Кэтрин в образе Алисы на живых съёмках

## Награды
| Список номинаций и наград мультфильма «Алиса в Стране чудес» | Список номинаций и наград мультфильма «Алиса в Стране чудес» | Список номинаций и наград мультфильма «Алиса в Стране чудес» | Список номинаций и наград мультфильма «Алиса в Стране чудес» |
| Премия                                                       | Номинация                                                    | Номинант(ы)                                                  | Результат                                                    |
| ------------------------------------------------------------ | ------------------------------------------------------------ | ------------------------------------------------------------ | ------------------------------------------------------------ |
| Венецианский кинофестиваль (1951)                            | Золотой лев                                                  | Клайд Джероними, Уилфред Джексон, Хэмилтон Ласк              | Номинант                                                     |
| Оскар (1952)                                                 | Лучшая музыка к музыкальному фильму                          | Оливер Уоллес                                                | Номинант                                                     |

## Комментарии
1. ↑  В титрах как Пэт О’Мэлли.